# Île du Rocher Capitaine
L’île du Rocher Capitaine est une île située en face de Bissett Creek, Ontario, sur la rivière des Outaouais, à 30 km au nord de Rapides-des-Joachims, Québec, Canada.

## Repères historiques
En 1615, Samuel de Champlain y passe lors de son second voyage dans les Pays d'en Haut.  En 1670, René Bréhant de Galinée y passe en route vers les Grands lacs. En 1686, en route vers la Baie d'Hudson, Pierre de Troyes note qu'il se rend à pied sur un promontoire rocheux nommé Marabout, situé entre les rapides et un lac du même nom.
Avant la construction du barrage Des Joachims et la création du lac Holden en amont, les rapides du Rocher Capitaine et ceux du rapides Marabout bloquent le passage de la rivière des Outaouais aux voyageurs se dirigeant vers Mattawa et les Pays d'en Haut. Un portage situé au nord, dans un ancien bras de rivière, permettait de contourner l'obstacle.

En 1801, Alexander Mackenzie mentionne 

« The Portage of the Roche Capitaine, seven hundred and ninety-seven paces in length.  From hence, two trips are made through a narrow channel of the Roche Capitaine, made by and island four miles in length. »

En 1821, Nicolas Garry, directeur de la Compagnie de la Baie d'Hudson, se rend dans l'ouest. Lors de son passe au Rocher Capitaine, il note : 

« We observed an Indian Mark on a flat rock...This was to show the Indians who followed the Time the party passed this Spot. The half circle represents the horizon, the Line the Sun's Direction when they were at the Spot. The Trees were of a considerable size.  I measured a Pine which was 13 Feet in circumference. »